# XVII edició dels Premis Ariel
La XVII edició dels Premis Ariel, organitzada per l'Acadèmia Mexicana d'Arts i Ciències Cinematogràfiques (AMACC), es va celebrar el 1975 a Ciutat de Mèxic per celebrar el millor del cinema durant l'any anterior.
Durant la cerimònia, l’AMACC va lliurar el premi Ariel a 13 categories en honor de les pel·lícules estrenades el 1974. La choca, La otra virginidad, i Presagio foren les pel·lícules més nominades, i La choca i La otra virginidad compartiren el premi Ariel a la millor pel·lícula. Emilio "El Indio" Fernández va guanyar el premi al millor direcció per La choca,, va ser la seva quarta victòria de la categoria, convertint-se en el director més guardonat de la categoria; va mantenir el rècord durant 35 anys, fins que Carlos Carrera va empatar amb quatre victòries el 2010 amb la pel·lícula Backyard: El Traspatio. La choca va ser la pel·lícula més premiada amb sis guardons; La venida del rey Olmos i Presagio la seguiren amb dos premis cadascuna.

## Premis i nominacions
Nota: Els guanyadors estan llistats primer i destacats en negreta. ⭐
| Millor pel·lícula - La choca – Estudios Churubusco Azteca ⭐ - La otra virginidad – STPC ⭐ - Presagio – Producciones Escorpión                                                           | Millor direcció - Emilio "El Indio" Fernández – La choca ⭐ - Luis Alcoriza – Presagio - Juan Manuel Torres – La otra virginidad                                                               |
| Millor actor - Héctor Bonilla – Meridiano 100 com El Rojo ⭐ - Ignacio López Tarso – Rapiña - Jorge Martínez de Hoyos – La venida del rey Olmos com Reynaldo Olmos-Camargo                | Millor actriu - Pilar Pellicer – La choca com La choca ⭐ - Leticia Perdigón – La otra virginidad com Eva/Evelina Romero - Isela Vega – Vull el cap d'Alfredo García com Elita                 |
| Millor coactuació masculina - Ernesto Gómez Cruz – La venida del rey Olmos com la perruquera ⭐ - Arturo Beristáin – La otra virginidad com Luis - Salvador Sánchez – La choca com Audias | Millor coactuació femenina - Mercedes Carreño – La choca com Flor ⭐ - Anita Blanch – Presagio com Mamá Santos - Rosenda Monteros – Rapiña                                                     |
| Millor argument original - Presagio – Gabriel García Márquez i Luis Alcoriza ⭐ - La otra virginidad – Juan Manuel Torres - La venida del rey Olmos – Eduardo Luján i Julián Pastor       | Millor guió adaptat - Presagio – Gabriel García Márquez i Luis Alcoriza ⭐ - La otra virginidad – Juan Manuel Torres i Luis Alcoriza - El santo oficio – Arturo Ripstein i José Emilio Pacheco |
| Millor fotografia - La choca – Daniel López ⭐ - Descenso al país de la noche – Arturo de la Rosa - Presagio – Gabriel Figueroa                                                           | Millor edició - La choca – Jorge Bustos ⭐ - Meridiano 100 – Ramón Aupart - Presagio – Carlos Savage                                                                                           |
| Millor escenografia - La venida del rey Olmos – Raúl Serrano ⭐ | Millor banda sonora - Auandar Anapu – Héctor Sánchez ⭐ - La otra virginidad – Gustavo César Carrión - La venida del rey Olmos – Gustavo César Carrión                                         |
| Millor curtmetratge - Contra la razón y por la fuerza – Carlos Ortíz Tejada ⭐ - Drenaje Profundo – Carlos Prieto i Ingenieros Civiles Asociados                                          | Ariel d'Or especial - Dolores del Río – pels seus 50 anys com a actriu ⭐ |

## Múltiples nominacions i premis
Les següents sis pel·lícules reberen més d’una nominació:
| Nominacions | Premis                  |
| ----------- | ----------------------- |
| 7           | La choca                |
| 7           | La otra virginidad      |
| 7           | Presagio                |
| 5           | La venida del rey Olmos |
| 2           | Meridiano 100           |
| 2           | Rapiña                  |

Pel·lícula que han rebut diversos premis:
| Premi | Pel·lícula              |
| ----- | ----------------------- |
| 6     | La choca                |
| 2     | La venida del rey Olmos |
| 2     | Presagio                |